# Dobritz (Meißen)
Dobritz ist ein Stadtteil von Meißen im Landkreis Meißen, Sachsen. Die Gemarkung liegt im Südwesten der Stadt und umfasst den Ortskern am Dobritzer Berg sowie Buschbad im Tal der Triebisch. Nachbarorte sind Meißen-Triebischtal, Polenz (Klipphausen), Garsebach (Klipphausen) und Löthain (Käbschütztal). Erstmals erwähnt wurde das Dorf im Jahr 1220. Am 1. Juli 1950 wurde es nach Meißen eingemeindet. Der Ortsteil Buschbad hatte 2018 183 Einwohner.